# Cafasse
Cafasse is een gemeente in de Italiaanse provincie Turijn (regio Piëmont) en telt 3636 inwoners (31-12-2004). De oppervlakte bedraagt 10,0 km², de bevolkingsdichtheid is 364 inwoners per km².

## Demografie
Cafasse telt ongeveer 1567 huishoudens. Het aantal inwoners daalde in de periode 1991-2001 met 0,8% volgens cijfers uit de tienjaarlijkse volkstellingen van ISTAT.
| Jaar | Inwoneraantal |
| ---- | ------------- |
| 1991 | 3545          |
| 2001 | 3516          |

## Geografie
Cafasse grenst aan de volgende gemeenten: Balangero, Mathi, Lanzo Torinese, Germagnano, Villanova Canavese, Vallo Torinese, Fiano.